# Концепція «культурного тренду»
«Культурний тренд» відноситься до вимірюваних змін у поведінці, яка розвивається серед населення. На відміну від примхи, тренд є більш складним та потужним явищем, і свідчить про значну культурну зміну. Вважається, що відправною точкою для появи саме тренду в культурі стали суттєві науково-технологічні зміни, і тут мова ведеться про появу Всесвітньо мережі Інтернет та поширення мобільних комунікацій.

## Історія
Перші спроби досліджень у цій галузі були проведені не професійними науковцями. Вперше ця проблематика постала в роботі відомого письменника-фантаста Айзека Азімова. В його розповіді «Тенденції», що була написана в 1939 році, і пізніше перевидана в 1972 році, він намагався з'ясувати які ж тенденці панують в сучасному світі і культурі зокрема, і як вони впливають на творення певних соціокультурних формацій.
Поняття «тренд» з початку свого існування був лише економічною та інженерною дефініцією, проте в 21 столітті його почали використовувати в соціально-культурному середовищі. Сьогодні «тренд» у більшості людей асоціюється зі світом моди, а з недавніх часів — із культурою. Тренд може мати декілька значень в залежності від сфери застосування.
Тренд – актуальний змінний основний напрямок розвитку в соціокультурному середовищі.
Важливим є той факт, що тренд не може утворитися та існувати поза соціальною групою, тому явище «культурного тренду» є нерозривним із субкульруною структурою суспільства. У цьому і полягає механізм формування культурного тренду: в соціокультурному просторі зароджується який процес, феномен чи явище і навколо цього процесу починає гуртуватися спільнота, яка не обов'язково може перетворитися на стійку субкультуру, проте, якщо все ж таки така трансформація відбувається, то саме ця субкультура починає продукувати та розвивати власні культурні тренди.
Даний термін ще не є широко використовуваним у вітчизняній гуманітаристиці, на відміну від західної, де він закріпив свої позиції ще на початку 90-х років. У західній традиції питання вивчення та формування культурних трендів є складовою їх культурної політики. Особливу увагу вивченню культурних трендів приділяюсь британські науковці, оскільки вважають, що культурний добробут країни будується на взаємозв'язку між державною культурною політикою та культурою повсякденності. Тому виокремлення актуальних трендів в культурі є необхідним.

### Різновиди
Від початку ХХ століття і до сьогодні було виокремлено донімування таких культурних трендів:
- Коворкінг
- «Федси»
- Фриланс
- Мобільність комунікації
- Віртуалізація життя
- «Фешн»(мода) та стиль
- Фемінізація масової культури
- Радикальний шик
- Модифікація тіла

##### Приклад
Наведемо приклад для кращого розуміння. Так як про коворінг вже було багато сказано, я акцентую увагу на термін «федси». Бо одним із потужних трендів в європейській культурі стали так звані «федси», тобто захоплення, культурні примхи чи «модні звички».
«Федси» — це форма поведінки, яка поширюється серед великої кількості населення і стає колективно наслідуваною, оскільки вважається актуальною та популярною. Як правило популяризація такої поведінки відбувається в соціальних мережах.[1]
Даний тренд є стійким за своєю ідеєю, але змінним за формою. Це пов'язано із феноменом соціально мережевого «лайку».
Слід окремо зупинитися на цьому феномені, оскільки він є рушійною силою у формуванні нових варіацій культурних примх. Поняття «лайк» (сподобалося) з'явилося з появою соціальних мереж – «Facebook» та «Вконтакте», якщо ж мова йде про пострадянські території. Власне саме кількість «лайків» визначає долю тої чи іншої форми культурної примхи. Шляхом «лайку» певна соціальна група виражає свої захоплення і вподобання. Проте, навіть велика кількість «лайків» не гарантує тривалість існування певного захоплення, оскільки суттєву роль у «життєздатності» «федсу» грає новизна.
Специфіка поведінки, пов'язаної із захопленням може бути будь-якого типу, включаючи використання мов, одягу, фінансових вкладень, і навіть продуктів харчування. Крім загальної новизни, «федси» можуть бути обумовлені масовим програмування ЗМІ, емоційною насиченістю, тиском з боку однолітків, чи бажанням «бути модним».[2] Не останню роль у створенні нових форм „федсів“ грають і популярні та відомі особи, які стають зразком для наслідування.
Хоча в англомовній традиції терміни „тренд“ та „федс“ є схожими за своїм смислом, проте слід їх розрізняти, оскільки „тренд“ є більш загальним та стійним поняття – „федс“ зазвичай виражає швидку і коротку поведінкову реакцію[3].